# Montgibaud
Montgibaud is een gemeente in het Franse departement Corrèze (regio Nouvelle-Aquitaine) en telt 234 inwoners (2004). De plaats maakt deel uit van het arrondissement Brive-la-Gaillarde.

## Geografie
De oppervlakte van Montgibaud bedraagt 14,4 km², de bevolkingsdichtheid is 16,2 inwoners per km².
De onderstaande kaart toont de ligging van Montgibaud met de belangrijkste infrastructuur en aangrenzende gemeenten.

## Demografie
Onderstaande figuur toont het verloop van het inwonertal (bron: INSEE-tellingen).